# Halszkaraptor
Halszkaraptor ("lupič Halszky Osmólske") byl rod malého unenlagidního dinosaura, který žil v období svrchní křídy (stupeň kampán, asi před 75 až 71 miliony let) na území dnešního Mongolska. Fosilie tohoto malého teropoda byly popsány týmem paleontologů v roce 2017, a to ze souvrství Džadochta v poušti Gobi.

## Paleoekologie
Tento teropod byl velmi neobvyklý vzhledem i svojí anatomií vázanou na specifickou ekologii. Šlo zřejmě o obojživelně žijícího opeřeného tvora, který připomínal některé současné vodní ptáky. Jedná se tedy o jednoho z mála "vodních" druhů dinosaurů, schopných plavat a potápět se. V popisné studii pro něho byla vyčleněna nová podčeleď Halszkaraptorinae, do které patří ještě rody Natovenator, Mahakala a Hulsanpes.

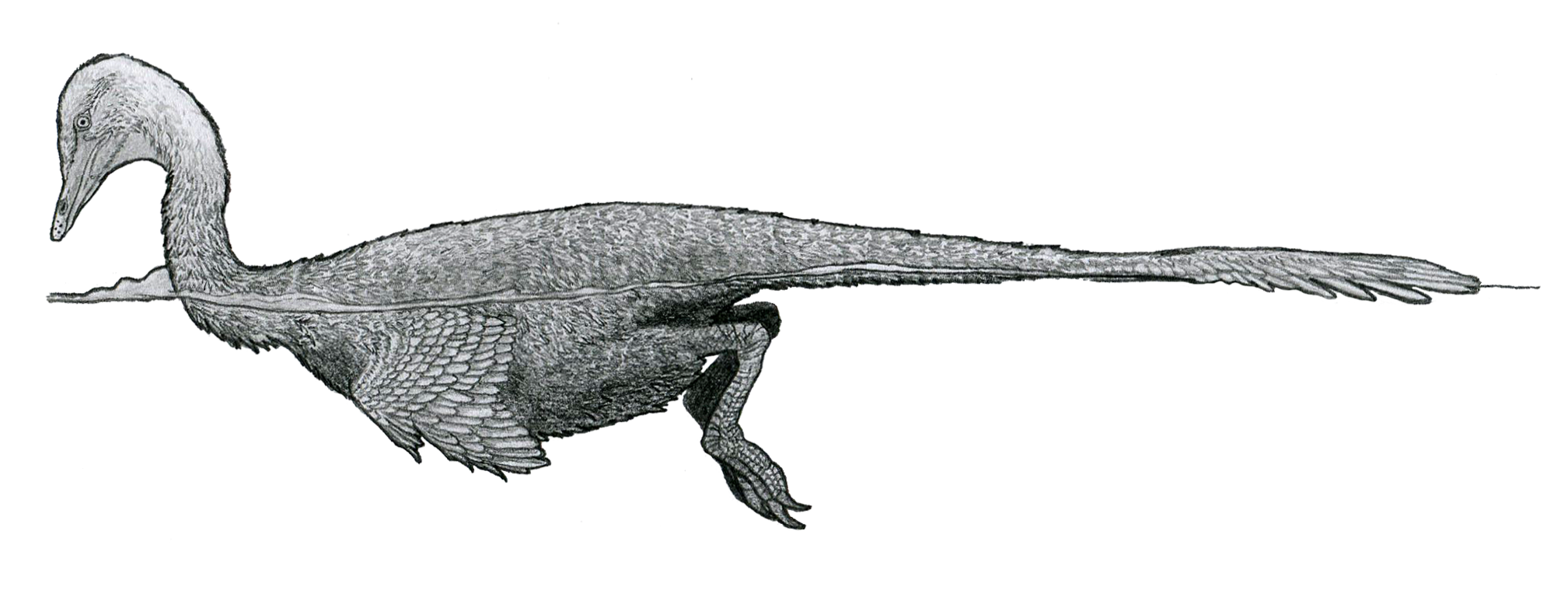
Rekonstrukce halszkaraptora jako obojživelnho teropoda.

Podle novější studie z konce roku 2019 nebyl Halszkaraptor semiakvatickým (obojživelným) teropodem, ale spíše "klasickým" dromeosauridem, vykazujícím přechodné anatomické znaky. Tuto hypotézu nicméně v únoru roku 2020 vyvrátil italský paleontolog Andrea Cau, který v semiakvatických adaptacích tohoto teropoda spatřuje pouze výrazné přizpůsobení svému způsobu života.
Objevily se také domněnky, že tento neobvyklý teropod mohl být fossoriálním tvorem, který hloubí nory a vyhrabává potravu v podobě bezobratlých živočichů nebo kořenů a hlíz rostlin ze země.